# Суйчжоу
Суйчжоу (кит.: 随州; піньінь: Suízhōu) — міський округ в провінції Хубей, КНР.

## Географія
Суйчжоу розташовується у північній частині провінції.

### Клімат
Місто знаходиться у зоні, котра характеризується вологим субтропічним кліматом. Найтепліший місяць — липень із середньою температурою 28.3 °C (82.9 °F). Найхолодніший місяць — січень, із середньою температурою 3.2 °С (37.8 °F).
| Клімат Суйчжоу          | Клімат Суйчжоу | Клімат Суйчжоу | Клімат Суйчжоу | Клімат Суйчжоу | Клімат Суйчжоу | Клімат Суйчжоу | Клімат Суйчжоу | Клімат Суйчжоу | Клімат Суйчжоу | Клімат Суйчжоу | Клімат Суйчжоу | Клімат Суйчжоу | Клімат Суйчжоу |
| Показник                | Січ.           | Лют.           | Бер.           | Квіт.          | Трав.          | Черв.          | Лип.           | Серп.          | Вер.           | Жовт.          | Лист.          | Груд.          | Рік            |
| Середній максимум, °C   | 7,7            | 9,2            | 14,6           | 20,8           | 26,1           | 30,3           | 32,1           | 31,8           | 27             | 21,8           | 15,5           | 9,6            | 20,5           |
| Середня температура, °C | 3,2            | 4,8            | 9,9            | 16,2           | 21,5           | 25,7           | 28,3           | 27,7           | 22,6           | 17,3           | 11,1           | 5,3            | 16,1           |
| Середній мінімум, °C    | −1,3           | 0,5            | 5,3            | 11,4           | 16,7           | 21,2           | 24,2           | 23,5           | 18,3           | 12,6           | 6,5            | 0,8            | 11,6           |
| Норма опадів, мм        | 24.4           | 37.5           | 60.6           | 94.8           | 119.4          | 132.1          | 188            | 137.2          | 92.2           | 68.2           | 46.1           | 18.9           | 1019.4         |
| Днів з опадами          | 8,4            | 9,3            | 11,6           | 13,2           | 12,3           | 10,9           | 12,2           | 11,5           | 12,2           | 11,6           | 10,3           | 8,6            | 132,1          |
| Вологість повітря, %    | 69.7           | 71             | 72.6           | 74.3           | 72.9           | 72.3           | 78.1           | 78.1           | 77.2           | 76.2           | 74.3           | 70.2           | 73.9           |
| ----------------------- | -------------- | -------------- | -------------- | -------------- | -------------- | -------------- | -------------- | -------------- | -------------- | -------------- | -------------- | -------------- | -------------- |
| Джерело: Weatherbase    |                |                |                |                |                |                |                |                |                |                |                |                |                |

## Історія
Власне Суйчжоу має довгу історію. У період Воюючих царств (771-221 до н.е.), це була територія держави Сунь / Цзен, і в культурній сфері держави Чу. 
Місто-префектура Суйчжоу починає свою історію з червня 2000 року.

## Адміністративний поділ
Міський округ Суйчжоу ділиться на такі адміністративні одиниці:
- Район Цзенду (кит.: 曾都区);
- Міський повіт Гуаншуй (кит.: 广水市);
- Повіт Сунь (кит.: 随县).

## Міста-побратими
- Біла Церква, Україна (1997)[3]